# Биологическая смерть
Биологи́ческая смерть (или истинная смерть) представляет собой необратимое прекращение физиологических процессов в клетках и тканях (см. смерть). Со временем меняются возможности медицины по реанимации умерших пациентов (клиническая смерть). Поэтому признаки биологической смерти на каждом этапе развития медицины уточняются.
К ранним признакам биологической смерти относятся:
Появление симптома Белоглазова (кошачий глаз): при боковом сдавлении глазного яблока зрачок трансформируется в вертикальную веретенообразную щель, похожую на кошачий зрачок. 10-15 минут.
К поздним признакам биологической смерти относятся:
1. Высыхание кожного покрова и слизистых.
2. Охлаждение (снижение температуры тела после смерти).
3. Трупные пятна в отлогих местах.
4. Трупное окоченение.
5. Аутолиз (разложение).

Биологическая смерть субъекта не означает одномоментную биологическую смерть тканей и органов, составляющих его организм. Время до смерти тканей, составляющих тело человека, в основном определяется их способностью выживать в условиях гипоксии и аноксии. У разных тканей и органов эта способность различна. Наиболее короткое время жизни в условиях аноксии наблюдается у ткани головного мозга, если более точно, у коры головного мозга и подкорковых структур. Стволовые отделы и спинной мозг имеют большую устойчивость к аноксии. Другие ткани тела человека обладают этим свойством в более выраженной степени. Так, сердце сохраняет свою жизнеспособность в течение 1,5—2 часов после наступления биологической смерти. Почки, печень и некоторые другие органы сохраняют жизнеспособность до 3—4 часов. Мышечная ткань, кожа и некоторые другие ткани вполне могут быть жизнеспособными в сроки до 5—6 часов после наступления биологической смерти. Костная ткань, являясь самой инертной тканью организма человека, сохраняет свои жизненные силы до нескольких суток. С явлением переживаемости органов и тканей тела человека связана возможность их трансплантации, и чем в более ранние сроки после наступления биологической смерти изымаются органы для трансплантации, чем более жизнеспособными они являются, тем больше вероятность их успешного дальнейшего функционирования в другом организме.